# 上海ラヴソング
「上海ラヴソング」（シャンハイラヴソング）は、2000年6月7日にマーキュリー・ミュージックエンタテイメントリリースされた松田聖子の51枚目のシングル。

## 解説
松田聖子のデビュー20周年記念の第2弾シングルとしてリリース。
作詞は矢野顕子、作曲・編曲・プロデュースは原田真二。
矢野が松田に提供した楽曲は「そよ風のフェイント」（1984年『Windy Shadow』収録）、「両手のなかの海」（1985年『The 9th Wave』収録）等。シングルA面にての採用は初。
カップリング曲「チャペルの小径」は「上海ラヴソング」以上にコンサートで披露される機会が多い。2003年11月27日発売リクエスト・ベスト・アルバム『Another Side of Seiko 27』に初収録。

## 収録曲
全作曲・編曲:原田真二
1. 上海ラヴソング[4:39]
  - 作詞:矢野顕子／
2. チャペルの小径[4:22]
  - 作詞:原田真二
3. 上海ラヴソング（Instrumental）[4:40]
4. チャペルの小径（Instrumental）[4:18]

## 関連作品
- 上海ラヴソング
  - 20th Party
  - エトランゼ
- チャペルの小径
  - Another side of Seiko 27